# مايكون (لاعب كرة قدم مواليد 1985)
مايكون (بالبرتغالية: Maycon Vieira de Freitas‏) هو لاعب كرة قدم برازيلي في مركز الوسط، ولد في 14 فبراير 1985 في فيتوريا في البرازيل. لعب مع جمعية بورتوغيزا الرياضية ونادي إنترناسيونال ونادي بارانا ونادي سامبايو كوريا ونادي غواراني ونادي فيلا نوفا.

## وصلات خارجية
- مايكون (لاعب كرة قدم مواليد 1985) على موقع قاعدة بيانات كرة القدم.إي يو (الإنجليزية)
- مايكون (لاعب كرة قدم مواليد 1985) على موقع Soccerway.com (الإنجليزية)